# Ковтун Юрій Михайлович
Юрій Ковтун (рос. Юрий Михайлович Ковтун, нар. 5 січня 1970, Азов, СРСР) — російський футболіст, що грав на позиції захисника, флангового півзахисника. Виступав за національну збірну Росії. По завершенні ігрової кар'єри — тренер.
Триразовий чемпіон Росії. Дворазовий володар кубка Росії.

## Клубна кар'єра
У дорослому футболі дебютував 1988 року виступами за команду клубу «Луч» (Азов), в якій того року взяв участь у 16 матчах чемпіонату.
Згодом з 1989 по 1993 рік грав у складі команд клубів СКА (Ростов-на-Дону) та «Ростсельмаш».
Своєю грою за останню команду привернув увагу представників тренерського штабу клубу «Динамо» (Москва), до складу якого приєднався 1993 року. Відіграв за московських динамівців наступні п'ять сезонів ігрової кар'єри. Більшість часу, проведеного у складі московського «Динамо», був основним гравцем команди.
1999 року уклав контракт з клубом «Спартак» (Москва), у складі якого провів наступні шість років кар'єри гравця. Граючи у складі московського «Спартака» також здебільшого виходив на поле в основному складі команди. За цей час двічі виборював титул чемпіона Росії.
Протягом 2006—2007 років захищав кольори команди клубу «Аланія».
Завершив професійну ігрову кар'єру у клубі «МВС Росії», за команду якого виступав протягом 2007 року.

## Виступи за збірну
1994 року дебютував в офіційних матчах у складі національної збірної Росії. Протягом кар'єри у національній команді, яка тривала десять років, провів у формі головної команди країни 49 матчів, забивши три голи.
У складі збірної був учасником чемпіонату Європи 1996 року в Англії, чемпіонату світу 2002 року в Японії та Південній Кореї.

## Кар'єра тренера
Розпочав тренерську кар'єру відразу ж по завершенні кар'єри гравця, 2007 року, очоливши тренерський штаб клубу «МВС Росії».
В подальшому входив до тренерських штабів клубів «Салют-Енергія», «Волга» (Нижній Новгород) та «Тосно».
Наразі останнім місцем тренерської роботи був клуб «Динамо» (Москва), в якому Юрій Ковтун був одним з тренерів головної команди з 2016 по 2017 рік.

## Досягнення
- Чемпіон Росії:

«Спартак» (Москва): 1999, 2000, 2001
- Володар Кубка Росії:

«Динамо» (Москва): 1995
«Спартак» (Москва): 2004